# Mike Boone
Mike Boone, född 30 juni 1995 i Macclenny i Florida, är en amerikansk utövare av amerikansk fotboll (running back) som spelar i National Football League för Denver Broncos men har inte kunnat spela i sitt nya lag på grund av en skada.
Mike Boone gick i skola i Baker County High School i Glen St. Mary. Han inledde sin NFL-karriär i Minnesota Vikings 2018–2020.